# Tel Erani
Tel Erani (hebreu: תל עירני‎) o Tell esh-Sheikh Ahmed el-ʿAreini (àrab: تل الشيخ أحمد العريني, Tall ax-Xayẖ Aḥmad al-ʿAraynī) és un jaciment arqueològic de diversos períodes Palestina, al districte Qiryat Gat del sud d'Israel, on s'han trobat objectes predinàstics egipcis. També es coneix amb el nom d''Irâq al-Menshiyeh («crestes de sorra en forma de vetes de Menshiyeh»), encara que es creu que portava el nom àrab original de Menshiyet es-Saḥalīn.
Fou el punt inicial de la penetració egípcia a la regió abans del 3000 aC. El Tell va ser ocupat per primera vegada al període calcolític, però les seves restes més notables són de l'edat del bronze i de l'edat del ferro, quan era el lloc d'una important ciutat filistea amb enllaços amb Egipte. S'ha identificat amb les ciutats bíbliques de Libnah, Gath, Mmst, Eglon i Makkedah, però cap d'aquestes identificacions és certa. La ciutat va ser destruïda al segle vi aC, possiblement pels babilonis. A l'època persa, s'hi va establir un temple. També hi ha indicis d'assentament en els períodes hel·lenístic, romà oriental i mameluc. El poble palestí de l'Iraq al-Manshiyya va estar situat als peus del tell fins que va ser despoblat a la guerra àrab-israeliana de 1948.